# Duarte (California)
Duarte è una città della Contea di Los Angeles, in California (Stati Uniti).